# Emblème Deaflympics
L’emblème deaflympics, ou logo des Deaflympics, est un dessin ou une représentation d'une édition des Deaflympics. Il est proposé et créé par le Comité international des sports des Sourds ou le Comité national deaflympics. Il est de la responsabilité du Comité international des sports des Sourds (CISS) d'approuver les emblèmes pour les Deaflympics qui sont utilisés par le matériel promotionnel et les sponsors des Deaflympics, ainsi que sur les uniformes de chaque concurrent.